# Màrtirs de Tlaxcala
Els màrtirs de Tlaxcala eren tres adolescents catòlics romans mexicans de l'estat de Tlaxcala que es deien Cristòfol (1514/5 - 1527), Antoni (1516/7 - 1529) i Joan (1516/7 - 1529). Els tres adolescents van ser convertits de les tradicions indígenes de les seves famílies a la fe catòlica romana i educats per l'Orde dels Frares Menors que els va batejar i va evangelitzar a la zona. El seu activisme i el seu afany evangèlic van provocar la seva mort a mans de qui detestava la seva fe i els percebia com a perills per als seus valors i rituals.
Els adolescents van ser beatificats a Mèxic a mitjan dècada del 1990 per Joan Pau II. El Papa Francesc, el 23 de març de 2017, va emetre un decret pel qual els tres adolescents serien canonitzats sense tenir un miracle atribuït a la seva intercessió com és la norma. Els adolescents van ser canonitzats com a sants el 15 d'octubre de 2017.

## Biografia
La principal font de la vida dels nens màrtirs de Tlaxcalan és Toribio Benavente Motolinia, que va descriure la seva vida el 1539, amb textos posteriors en nàhuatl de Juan Bautista.

### Cristòfol
Cristòfol, de naixement Cristóbal, va néixer el 1514 o el 1515 i era fill del líder indígena Acxotécatl, del qual es considerava l'hereu. Va tenir tres germans: Bernardino i Luis, a més d'un altre del qual es desconeix el nom. La seva mare era Tlapaxilotzin, la primera dona d'Acxotécatl abans que aquest es casés amb Xochipapalotzin.
Es va convertir al catolicisme i va rebre la seva educació a Tlaxcala de l'Orde dels Frares Menors a la seva primera escola, que el va batejar i li va inculcar valors i pràctiques religioses. El seu pare no volia enviar Cristòbal, el seu fill predilecte, a l'escola franciscana, però el van convèncer els franciscans i els germans de Cristòbal.
El seu pare no va donar molta importància a l'esperit d'evangelització del seu fill fins que va començar a trencar símbols religiosos indígenes a casa seva. Primer el va perdonar però es va enfurismar i es va planejar assassinar-lo. A la seva madrastra tampoc li agradava el seu evangelisme i va pressionar el seu marit perquè fes alguna cosa dràstica per aturar-lo.
Acxotécatl va organitzar una festa a casa seva i va ordenar que en un moment determinat els fills marxessin i deixessin sols pare i fill a l'habitació. Arribat el moment, el seu pare li va agafar els cabells, el va arrossegar per terra i li va donar puntades de peu. El va lligar a un cavall amb un gruixut bastó d'alzina el que li va causar greus lesions sobretot als braços i les cames. Malgrat la dura situació Cristòfol no va renunciar a la seva fe i per això el seu pare el va llançar en una foguera. Cristobal va morir l'endemà al matí a causa de les seves greus ferides després de dir al seu pare que el perdonava. Acxotécatl també va matar la mare de Cristòfol quan aquesta intentava defensar el seu fill.
El seu pare va enterrar les seves restes en una habitació de la casa per no ser descobert, però aviat va ser capturat per l'assassinat i condemnat a mort pel delicte. El 1528, el frare franciscà Andrea va trobar les seves restes i les va fer exhumar per enterrar-les formalment en un altre lloc.

### Antoni i Joan
Antoni va néixer el 1516 o el 1517 com a net del noble Xiochténacti i va ser considerat el seu hereu. Es va convertir a la fe catòlica romana i va començar a detestar els rituals dels pobles indígenes. Va ser intèrpret dels franciscans de la zona. Antoni i el seu criat Joan van ser capturats profanant efígies religioses indígenes i van ser assassinats el 1529 quan els locals els van capturar. L'Antoni va sortir de l'habitació i va trobar Joan mort. Va preguntar als atacants per què l'objectiu no havia estat ell que era qui profanava les efígies i també el van matar.
Joan va néixer el 1516 o el 1517 i era d'origen humil. També es va convertir al catolicisme i va treballar com a servidor d'Antoni. Joan va morir al costat d'Antoni el 1529 i va morir d'un fort impacte.
Els cossos d'ambdós adolescents van ser llançats a un penya-segat, però el frare dominicà Bernardino els va recuperar i els va traslladar a Tepeaca per ser enterrats.

## Canonització
El procés de beatificació el va obrir Joan Pau II el 7 de gener de 1982 després que la Congregació per a les Causes dels Sants proclamés els tres adolescents com a Servents de Déu. El Vaticà va validar el procés el 8 de novembre de 1985 i els historiadors van aprovar la causa el 8 de novembre de 1985 després de considerar que no existien obstacles històrics per impedir-la. La postulació va enviar el dossier Positio al CCS el 1989, que va permetre als teòlegs aprovar-ne el contingut el 24 de novembre de 1989 i el Vaticà també ho va fer el 6 de febrer de 1990. Joan Pau II, el 3 de març de 1990, va confirmar que els tres adolescents van ser assassinats "per odium fidei" (per odi a la fe) i els va beatificar el 6 de maig de 1990 en la seva visita apostòlica a Mèxic a Ciutat de Mèxic.
S'havia informat que els tres adolescents podrien ser proclamats sants el 2017 o el 2018 segons el cardenal Angelo Amato en una reunió amb la postulació. El cardenal també va expressar que el papa Francesc estava pendent de la causa i havia expressat la seva pròxima proximitat amb aquesta causa en particular. El papa Francesc va aprovar la canonització sense el miracle requerit el 23 de març de 2017, confirmant així que els tres adolescents serien canonitzats. La data es va formalitzar en una reunió de cardenals el 20 d'abril i els nens van ser canonitzats com a sants el 15 d'octubre de 2017.